# Rainer Albrecht (Politiker)

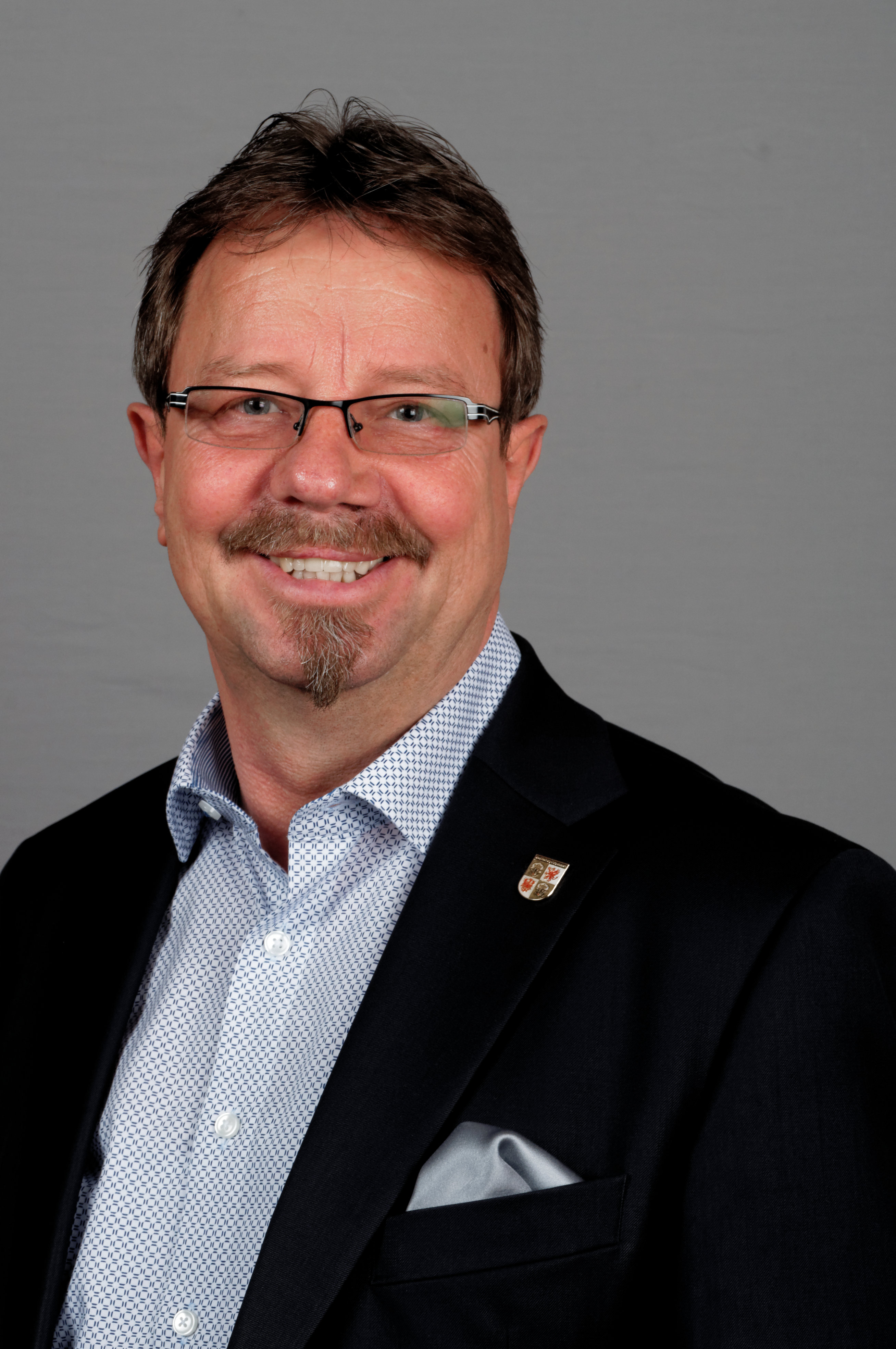
Rainer Albrecht 2017

Rainer Albrecht (* 27. April 1958 in Köthen) ist ein deutscher Politiker (SPD). Er ist seit 2011 Abgeordneter im Landtag von Mecklenburg-Vorpommern.

## Leben
Albrecht besuchte die Polytechnische Oberschule in Rostock und absolvierte danach eine Ausbildung im Wohnungsbaukombinat (WBK) Rostock mit Abschluss zum Baufacharbeiter mit Abitur. Nach dem Wehrdienst bei der NVA in Schwerin arbeitete er als Montagefacharbeiter und Meister im WBK Rostock. Danach war er als Bauleiter und Vorstandsassistent in der ELBO Bau AG tätig, bevor er Assistent der Geschäftsleitung im Rostocker Architekturbüro wurde. Währenddessen absolvierte er ein berufsbegleitendes Direktstudium zum Dipl.-Betriebswirt an der Berufsakademie in Lübeck und arbeitete danach als selbstständiger Immobiliendienstleister und Baubetreuer.
Albrecht trat im Jahr 1990 der SPD bei und wurde im gleichen Jahr in die Bürgerschaft von Rostock gewählt, wo er ab 2007 Fraktionsvorsitzender der SPD war. Bei der Landtagswahl in Mecklenburg-Vorpommern 2011 wurde er erstmals in den Landtag gewählt.